# Mentiras y gordas
Pour plus de détails, voir Fiche technique et Distribution.
Mentiras y gordas (« Mensonges et de bien gros ») est un film espagnol réalisé par Alfonso Albacete et David Menkes sorti en 2009.

## Fiche technique
- Titre original : Mentiras y gordas
- Réalisation : Alfonso Albacete et David Menkes
- Scénario et dialogues : Alfonso Albacete, Ángeles González Sinde et David Menkes
- Direction artistique : Federico García Cambero
- Costumes : Cristina Rodríguez
- Directeur de la photographie : Alfredo Mayo
- Montage : Fernando Pardo
- Musique : Juan Carlos Molina et Juan Manuel Sueiro
- Production : Gerardo Herrero
- Sociétés de production : Agrupación de Cine 001 AIE
- Pays d'origine :  Espagne
- Langue : espagnol
- Formats : Couleur
- Genre : Drame
- Durée : 107 minutes
- Dates de sortie :
  - Allemagne : 5 février 2009 (Festival de Berlin)
  - Espagne : 27 mars 2009

## Distribution
- Mario Casas : Toni
- Ana de Armas : Carola
- Yon González : Nico
- Hugo Silva : Carlos
- Ana María Polvorosa : Marina
- Alejo Sauras : Bubu
- Miriam Giovanelli : Paz
- Duna Jové : Leo
- Maxi Iglesias : Pablo
- Esmeralda Moya : Nuria
- Asier Etxeandia : Cristo
- Marilyn Torres : Koldo
- Marieta Orozco : Sonia
- Elena de Frutos : Carmen
- María Maroto : Elina
- Carlos Serrano : Daniel